# ماریو اچندی جیمنز
ماریو اچندی جیمنز (اسپانیایی: Mario Echandi Jiménez‎؛ زادهٔ ۱۷ ژوئن ۱۹۱۵ – درگذشتهٔ ۳۰ ژوئیه ۲۰۱۱) سیاستمدار کاستاریکایی که از ۱۹۵۸ تا ۱۹۶۲ رئیس‌جمهور این کشور بود.